# منتصر الزيات
منتصر الزيات من مواليد 1956 في أسوان، مصر، هو محامي وكاتب ومؤرخ إسلامي مصري من أصول نوبية، انضوى تحت لواء الحركة الإسلامية في مصر، واشتهر بلقب محامي الجماعات الإسلامية في مصر.
بعد اغتيال أنور السادات عام 1981، عندما كان شابًا، كان الزيات واحدًا من مئات المصريين الناشطين سياسيًا الذين تم اعتقالهم. احتُجز لمدة ثلاث سنوات رغم أنه لم يُحاكم أو يُدان قط.

## سيرته
ولد منتصر الزيات عام 1956 في مصر وتلقى تعليمه فيها. عائلته من أصل نوبي. عندما كان شابًا يبلغ من العمر 21 عامًا، اعتقل مع مئات من المصريين النشطين سياسيًا بعد اغتيال أنور السادات. احتُجز لمدة ثلاث سنوات دون محاكمة ثم أطلق سراحه في النهاية.
ويقال إن من بين عملائه السابقين أيمن الظواهري، زعيم القاعدة منذ 2011. وقد ألف كتابًا بعنوان أيمن الظواهري كما عرفته (2006)  انتقد فيه الظواهري، وزعم الزيات أن الظواهري رد على انتقاداته بالبريد الإلكتروني. وذكرت صحيفة واشنطن بوست أن الزيات قال عن الظواهري «إنه يعتقد دائما أنه على حق حتى لو كان بمفرده».
مثَّل الزيات أحمد إبراهيم السيد النجار في قضية عام 1999 الخاصة بالعائدين من ألبانيا. وفي 1 ديسمبر 2002 أفادت صحيفة بيتسبرغ تريبيون ريفيو: أن الزيات اتهم الولايات المتحدة بغزو المنطقة وفرض سياساتها قائلًا: «إنها تريد التدخل في حياتنا، وتريد منا تعديل مناهجنا الدينية. ولهذا وافق الناس على ما حدث في الكويت واليمن وبالي».

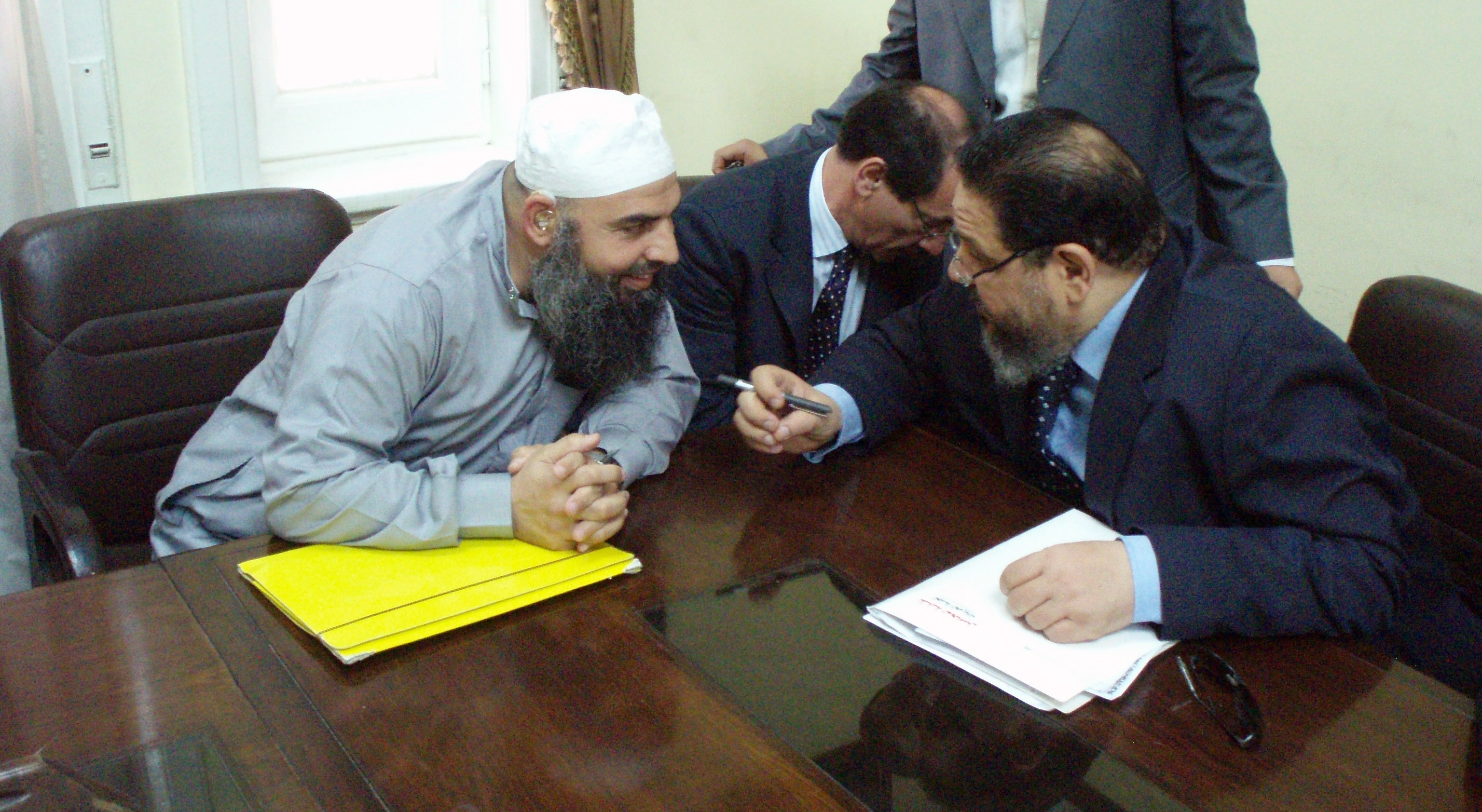
منتصر الزيات مع موكله حسن مصطفى أسامة نصر.

كان الزيات محاميًا لرجل الدين المصري حسن مصطفى أسامة نصر، الذي عاش في المنفى في إيطاليا عندما تم اختطافه من قبل قسم الأنشطة الخاصة بوكالة المخابرات المركزية تحت إشراف روبرت سيلدون ليدي. كما كان رئيس لجنة الدفاع عن رجل الدين أبو عمر المصري إمام مدينة ميلانو. وشارك في الدفاع عن السيد نصير عام 91 مع وفد من المحامين المصريين. واشترك في الدفاع عن الإسلاميين من مختلف الجماعات الإسلامية بمصر في كل القضايا التي اتهموا فيها وكان المحامي الأبرز للمعتقلين الإسلاميين طوال عقد التسعينيات فترة الصدام الدامي بين الجماعات الإسلامية في مصر ونظام حسني مبارك.
منعته السلطات الأردنية من دخول أراضي الأردن للدفاع عن ليث شبيلات نقيب المهندسين السابق في الأردن. كما منعت السلطات الإثيوبية دخوله لأراضي إثيوبيا للدفاع عن المتهمين بمحاولة اغتيال الرئيس المصري حسنى مبارك.
في مايو 2009 ذكرت قناة العربية أن الزيات قد دُعي للدفاع عن مصطفى الهوساوي، أحد المعتقلين الأربعة عشر ذوي القيمة العالية المحتجزين في معتقل خليج غوانتانامو أمام لجنة عسكرية في غوانتانامو.

## المؤلفات والكتب
من مؤلفاته:
- (أنت معتقل ماذا لك من حقوق) سنة 1987
- (من قتل المحجوب) سنة 1993
- (الدفاع الشرعي في الشريعة والقانون المقارن) سنة 1995
- (حوارات ممنوعة) مع وائل فوزي سنة 1995
- (الجهاد كلمة) سنة 1998
- (أيمن الظواهري كما عرفته) سنة 2001.[9]
- (الطريق إلى القاعدة) باللغة الإنجليزية سنة 2004
- (الجماعات الإسلامية رؤية من الداخل) سنة 2005.[10]
- الشاهد 2018
- موسوعة المرافعات الشفوية في القضايا السياسية 2018
- قضيتي أسرار محاكمتي في قضية إهانة القضاء 2019
- دفاعا عن المحاماة 2019

## الأنشطة والجمعيات

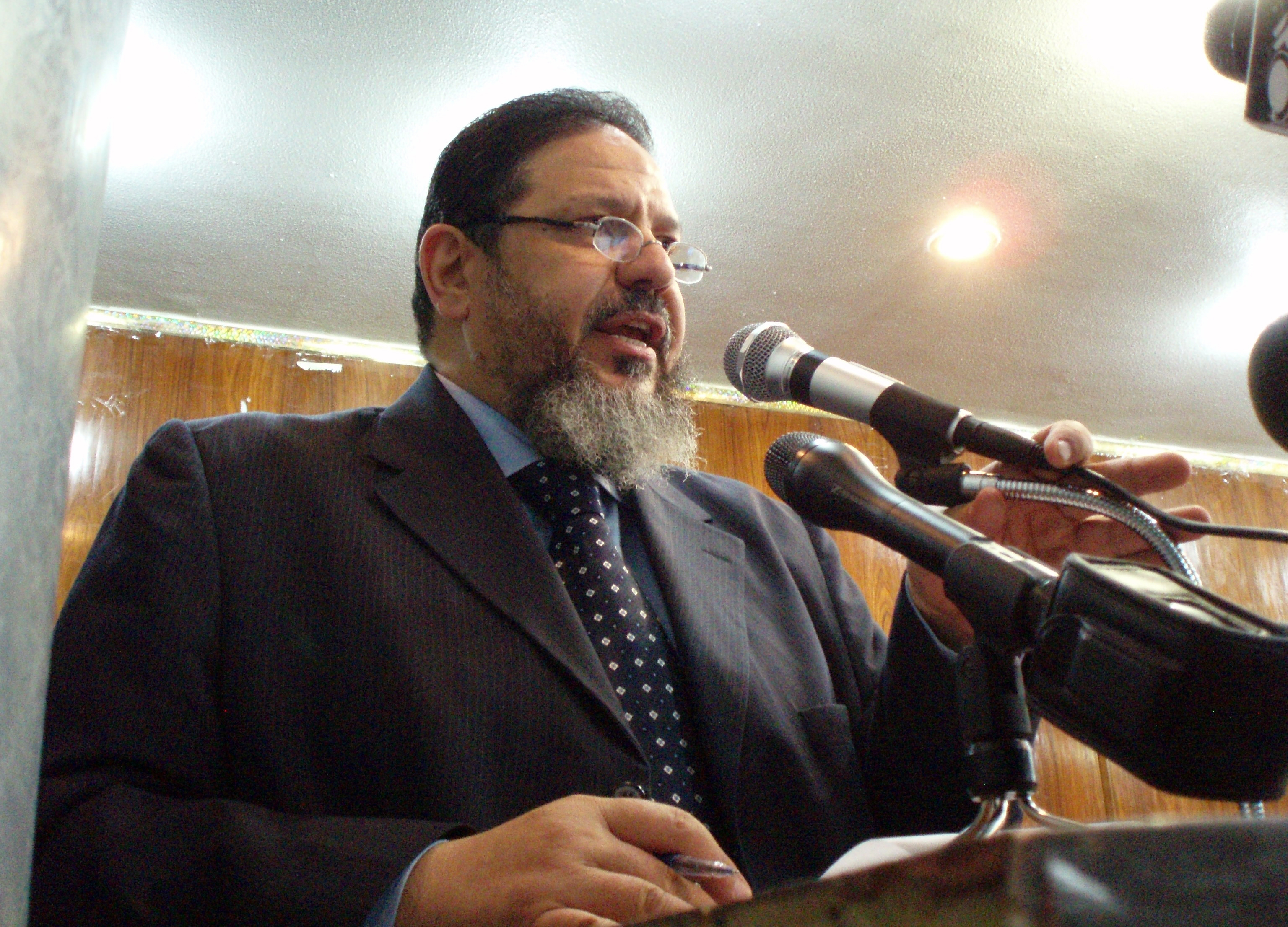
منتصر الزيات في نقابة المحاميين 2007م.

- رئيس منتدى الوسطية للفكر والثقافة بمصر وهو جمعية مركزية مشهرة رسميا وفق القوانين المصرية 0 الناطق الرسمي للمنتدى العالمي للوسطية مقره العاصمة الأردنية عمان وعضوا بالمكتب التنفيذى منذ تأسيسه حتى استقال منه عام 2014

- مؤسس جماعة المحامين الإسلاميين في نقابة المحامين المصرية سنة 1985
- مؤسس مركز المستقبل للدراسات والأبحاث في القاهرة يهتم بشؤون الحركات الإسلامية
- عضو مؤسس بالمنظمة المصرية لحقوق الإنسان
- كاتب بصحف الحياة اللندنية والراية القطرية والرأى العام الكويتية وأخبار العرب الإماراتية والمصري اليوم والمشهد واليوم السابع
- مؤسس مركز شهود في القاهرة الذي يهتم بشؤون الحركات الإسلامية أيضاً في العالم العربي والإسلامي المؤتمرات
- عضو مجلس النقابة العامة للمحامين بمصر سابقا
- مقرر لجنة الدفاع عن الحريات بالنقابة العامة للمحامين في مصر سابقا
- أمين صندوق النقابة العامة للمحامين في مصر سابقا
- أمين عام مساعد النقابة العامة للمحامين في مصر سابقا
- خاض الانتخابات 2015 منافسا على مقعد نقيب المحاماة وحصل على المركز الثاني بعدد أصوات 17,250 واعترض على نتيجتها وادعى حدوث تزويرا.[11]
- ساهم بجهد واضح في فوز النقيب رجائي عطية نقيبا للمحامين مارس 2020
- خاض انتخابات نقابة المحامين نقيبا للمحامين بعد وفاة النقيب رجائي عطية وبعد أن رشحته الاستطلاعات للفوز تم استبعاده بحكم قضائي بسبب حكم قضائي سابق بتغريمه في قضية إهانة القضاء

## الاعتقالات والتهم
- المتهم الأول في قضية الانتماء لتنظيم الجهاد 1981 وقضى في السجن ثلاث سنوات وأفرج عنه في 23 أكتوبر 1984.
- اعتقل سنة 1986 مع الدكتور عمر عبد الرحمن ومعه ستين من الحضور في محاضرة في مدينة أسوان.
- اعتقل في مايو 1987 مع خمسة محامين هم ثروت صلاح شحاته ويوسف صقر ومحمود عبد الشافي ومحمود رياض وهشام التابعي.
- اعتقل في مايو 1994 مع سبعين محامي على رأسهم مختار نوح ومحمود رياض وبعض أعضاء مجلس نقابة المحامين لخروجهم احتجاجا على مقتل المحامي عبد الحارث مدني.
- اعتقل في أكتوبر 2018 وحوكم في قضية إهانة القضاء واستمرت محاكمته لمدة عام حتى أفرج عنه في أكتوبر 2019.[12]

## وصلات خارجية
- موقع الزيات